# Belkommunmaš

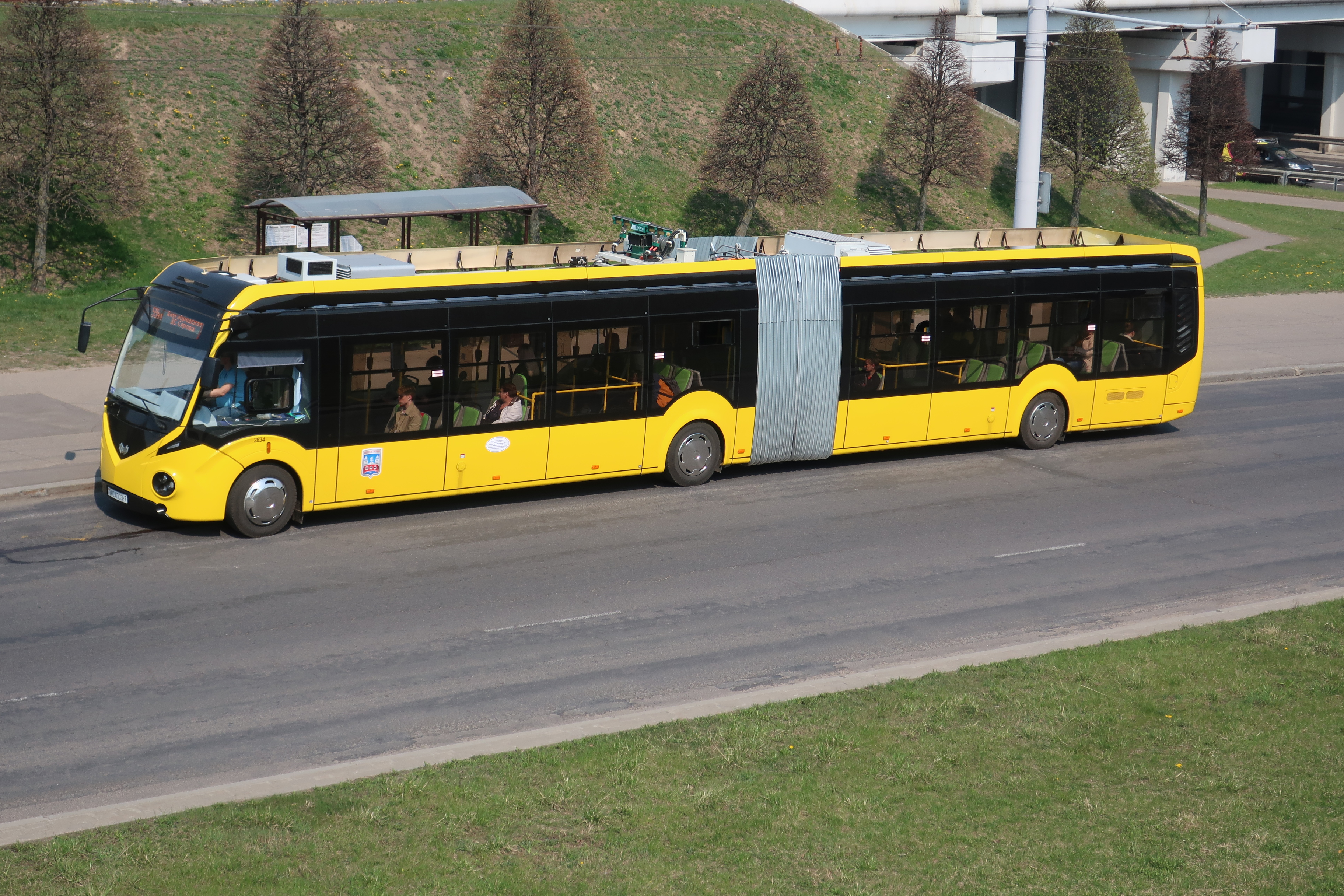
Bus elettrico snodato E433 a Minsk

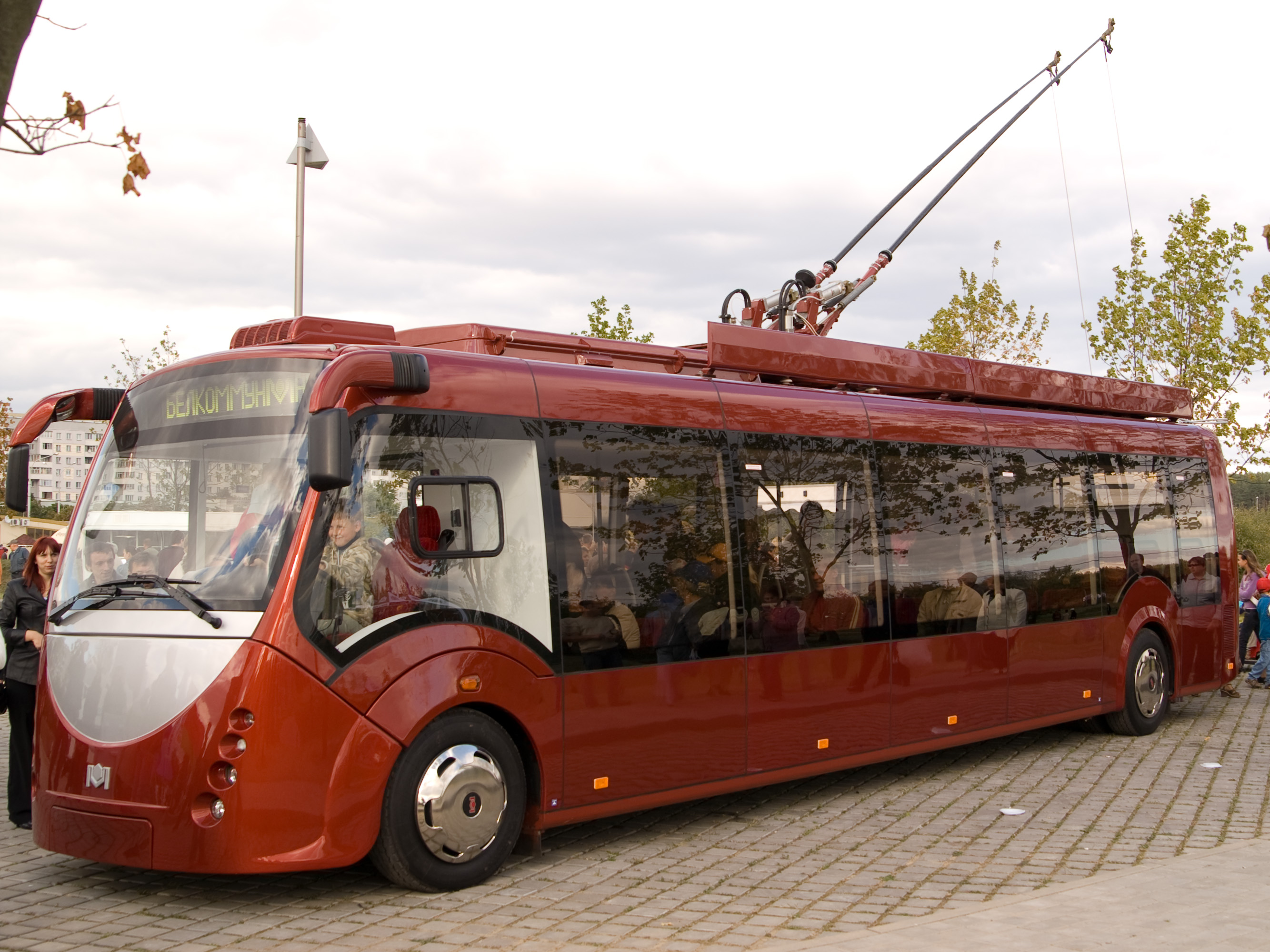
Minsk (Bielorussia): filobus della nuova generazione AKCM-420

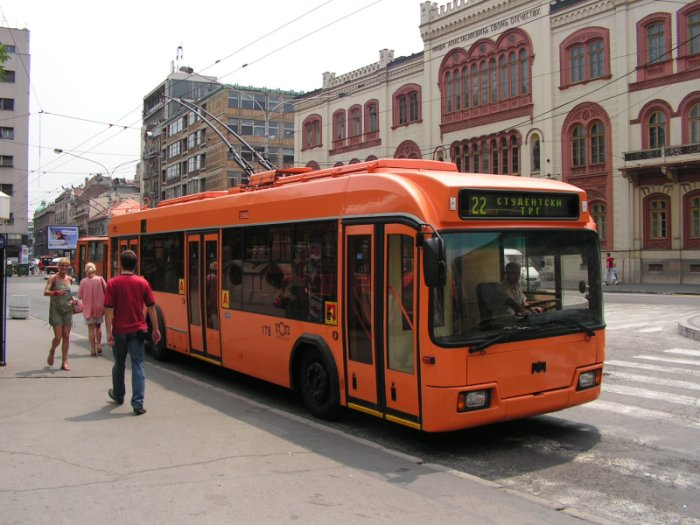
Belgrado (Serbia): filobus AKCM-321 della Belkommunmaš n. 178 sulla linea 22

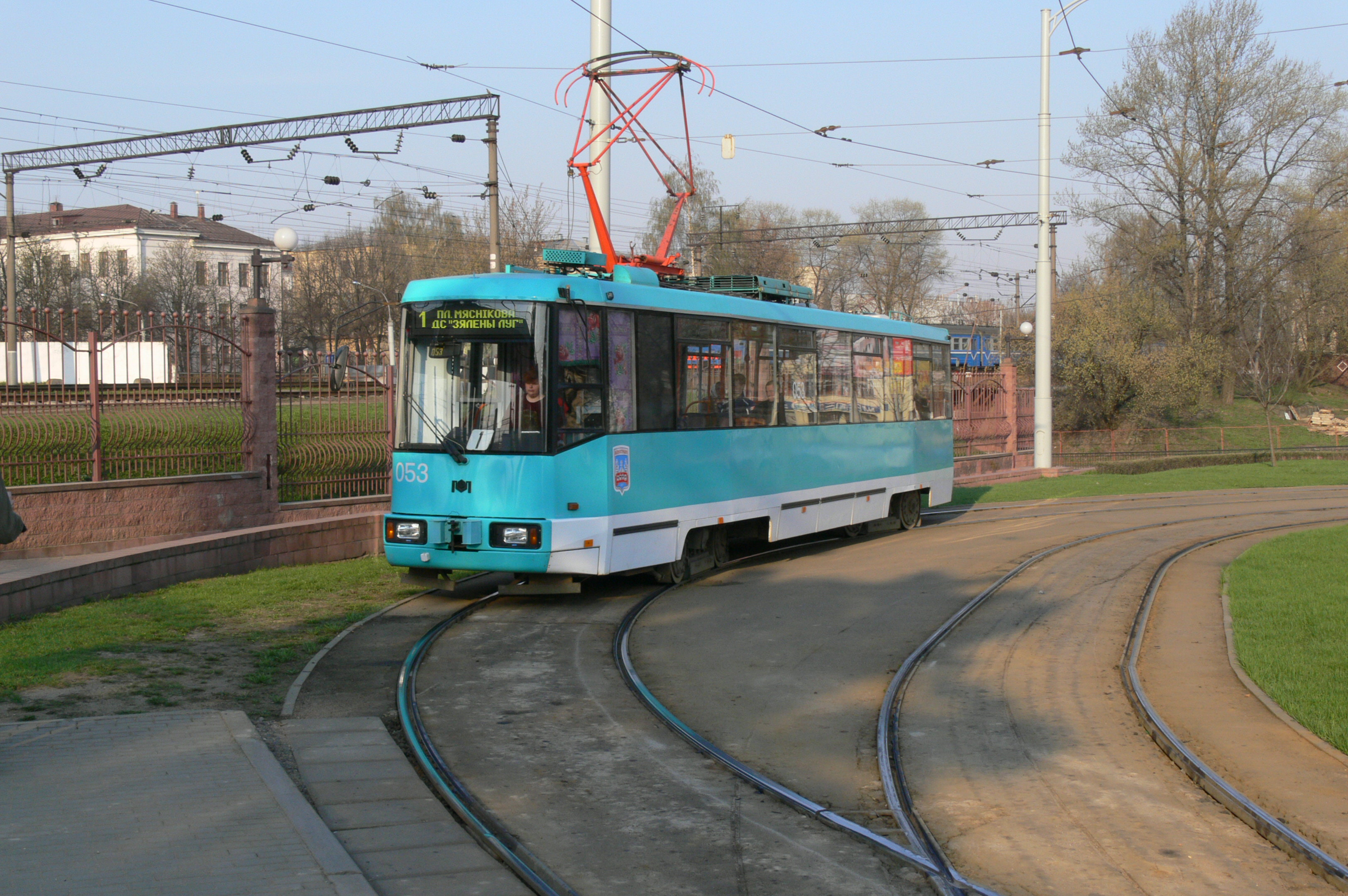
Minsk (Bielorussia): tram AKCM-60102 della Belkommunmaš n. 053 sulla linea 1

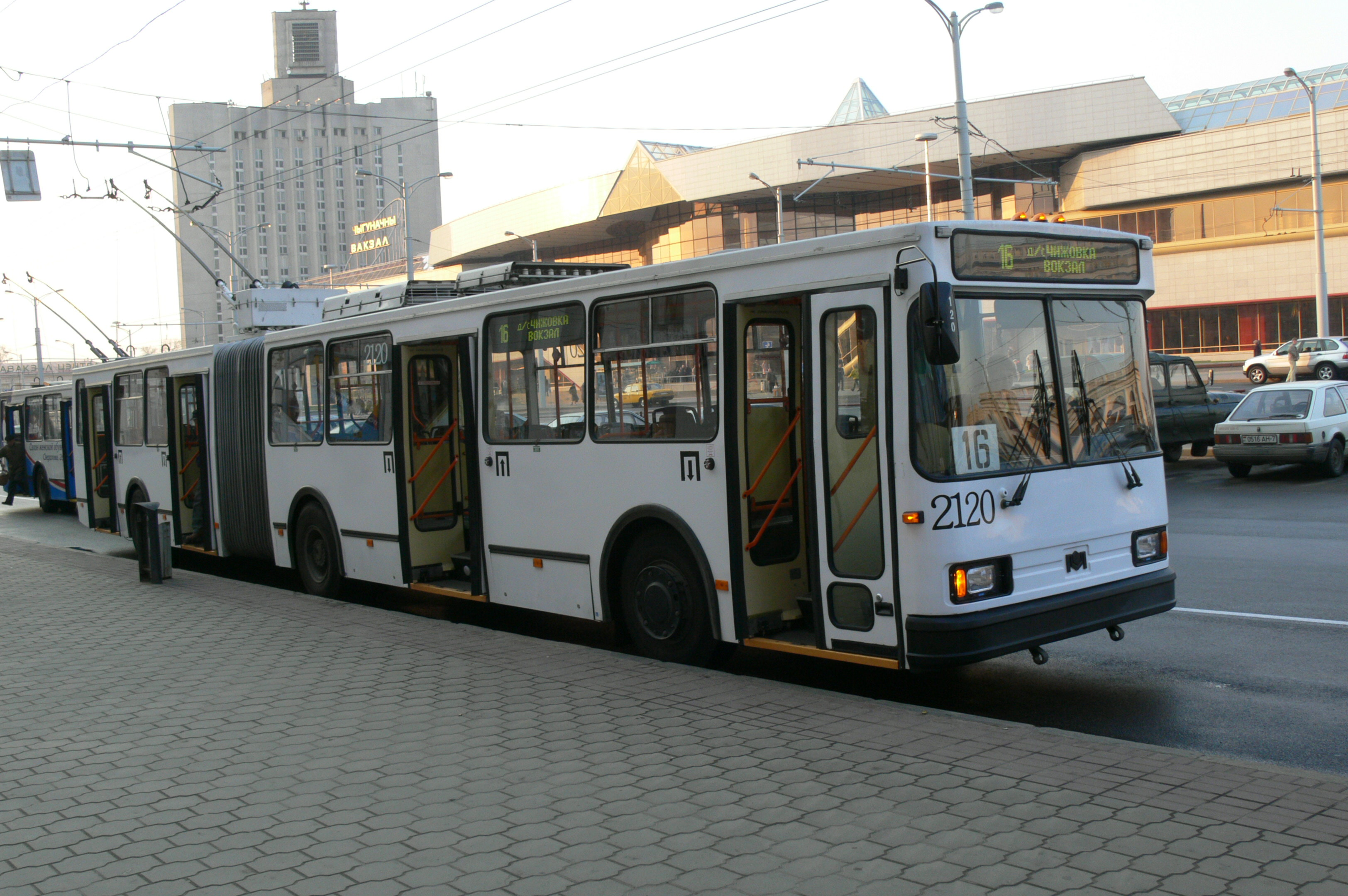
Minsk (Bielorussia): filosnodato AKCM-213 della Belkommunmaš n. 2120 sulla linea 16

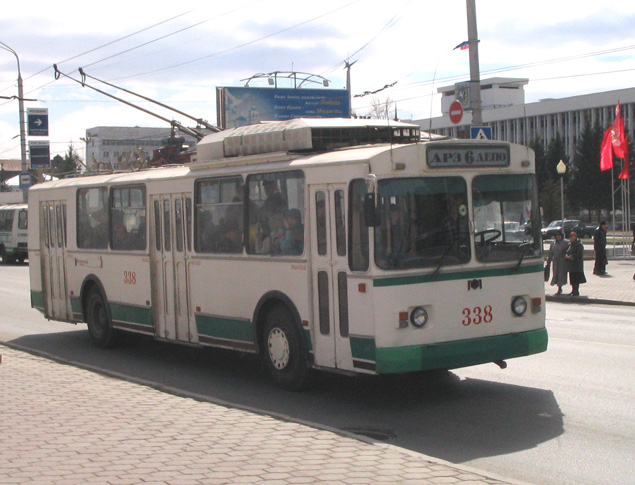
Tomsk (Russia): filobus vecchio AKCM-101 della Belkommunmaš n. 338 sulla linea 6

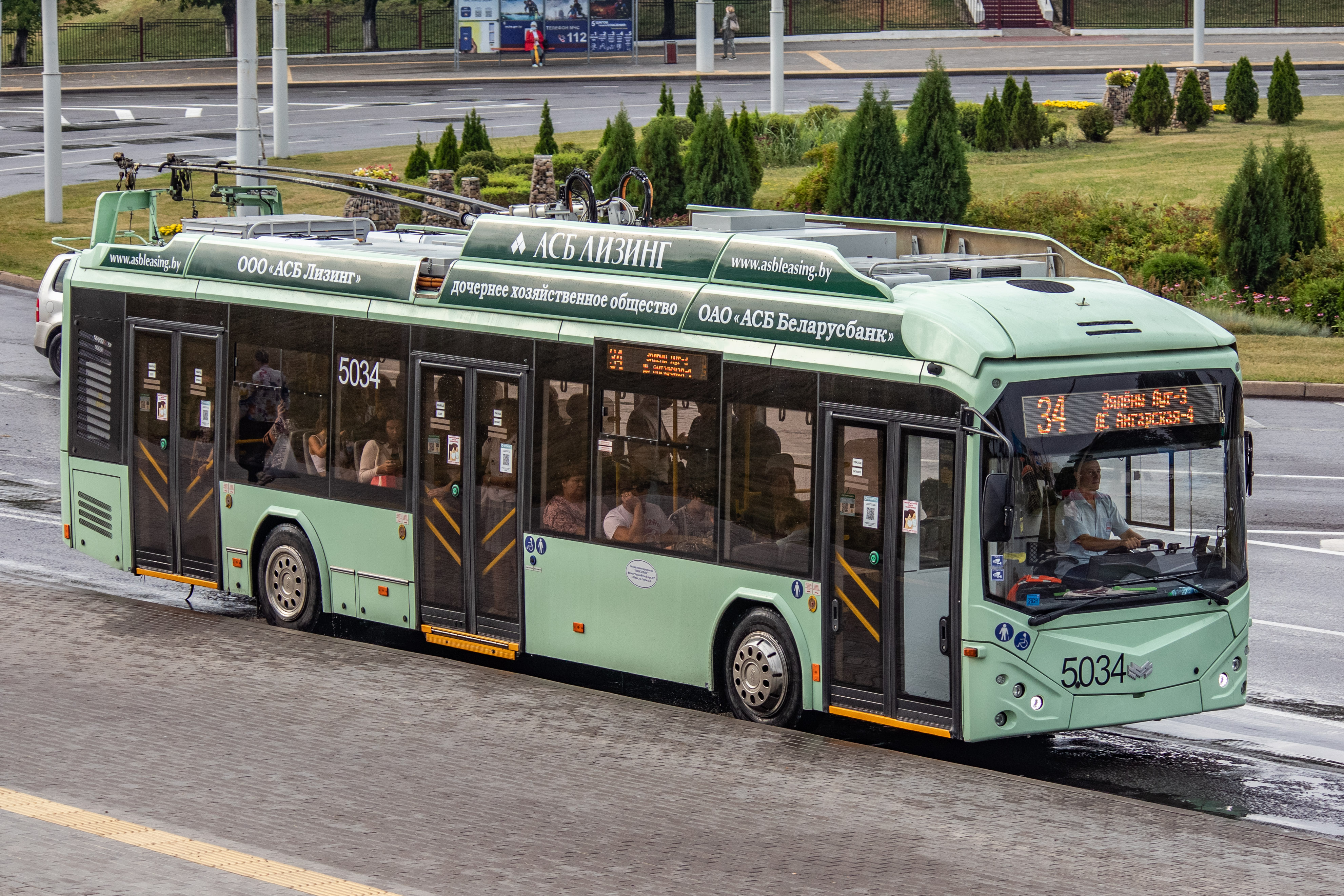
Minsk (Bielorussia): filobus AKCM-32100D della Belkommunmaš n. 5034 sulla linea 34

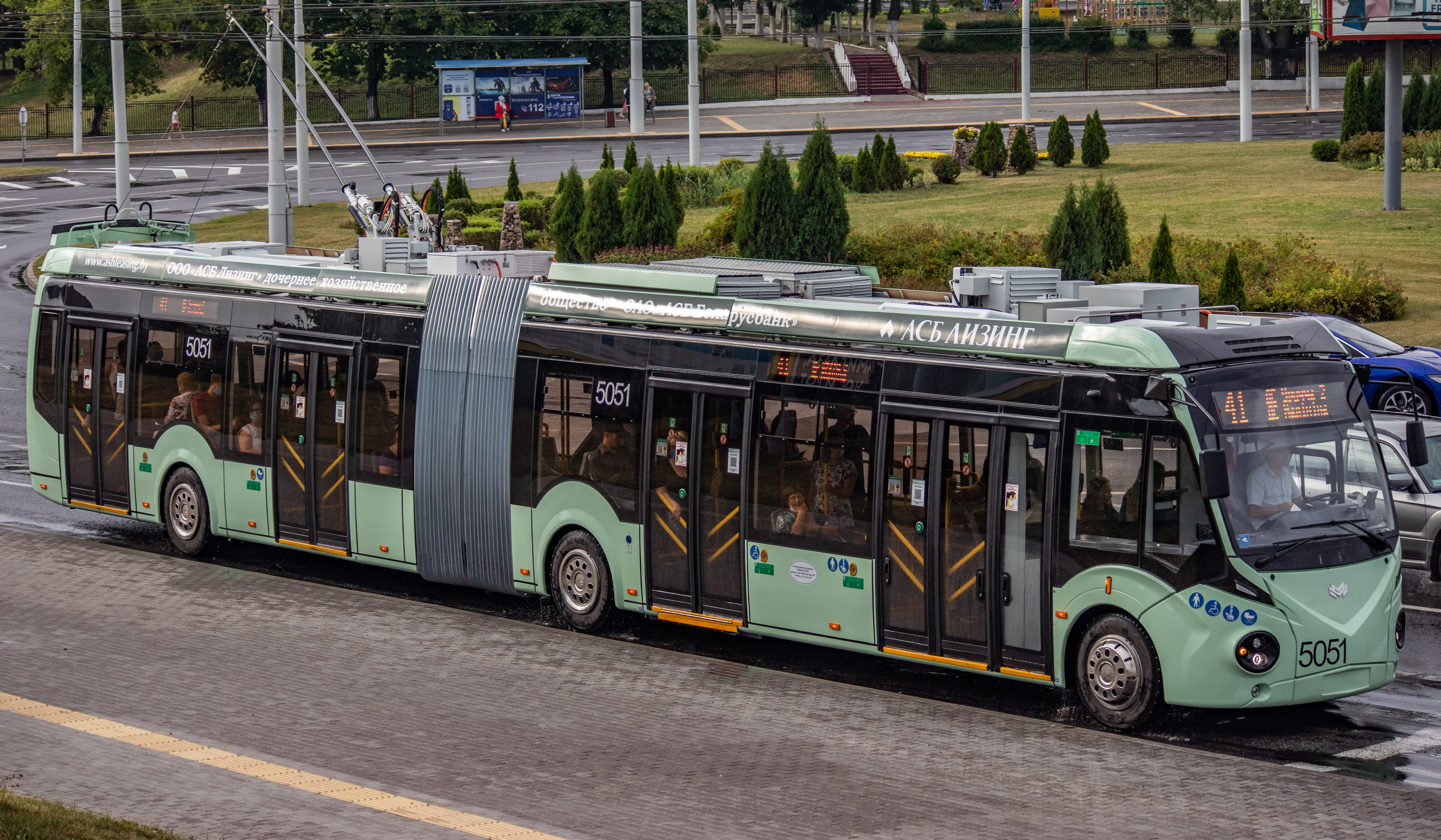
Minsk (Bielorussia): filosnodato AKCM-43300D della Belkommunmaš n. 5051 sulla linea 41

BKM Holding, ex Belkommunmaš (in russo: Белкоммунмаш) è un'azienda bielorussa, uno dei più grandi produttori di filobus e filosnodati, bus elettrici e tram nell`Europa Orientale.

## Storia
- 1973 - a Minsk è stato fondato uno stabilimento occupato in settore di riparazione di filobus;
- 1998 - la società ha realizzato il suo primo filobus AKCM-100 (analogo di ZiU-9);
- 2002 - realizzazione del primo filosnodato AKCM-213;
- 2005 - il nuovo pianale ribassato modello AKCM-321 (BKM-321) si è messo in produzione. Prime forniture a Belgrado (Serbia);
- 2010 - il modello più popolare BKM-321 ha avuto i nuovi particolari di faccia e fianchi (restyling).
- Giugno 2019 - 60 nuovi bus elettrici BKM-E321 e BKM-E433 sono stati forniti a Minsk.
- Dicembre 2019 - primi 2 filosonodati BKM-433.00D con il percorso autonomo da 15-20 km sono arrivati a Vicebsk.
- Giugno 2020 - la fornitura di 20 nuovi filosnodati BKM-433.030 per San Pietroburgo è stata effettuata.
- Agosto-Settembre 2020 - Belkommunmaš ha fornito filobus con percorso autonomo (IMC) BKM-321.00D a Dnipro e Kremenčuk (Ucraina).
- Ottobre 2020 - Belkommunmaš ha fornito 5 nuovi filosnodati BKM-433.030 alla società di trasporto RTEC (Chișinău, Moldavia).

## Diffusione

### I modelli filotranviari
- Bielorussia (Minsk, Homel', Hrodna, Brėst, Vicebsk, Mahilëŭ, Babrujsk);
- Russia (Mosca, San Pietroburgo, Novosibirsk, Volgograd, Nižnij Novogod, Rostov-su-Don, Kaluga, Samara, Novokujbyševsk, Kirov, Togliatti, Krasnoyarsk, Saratov, Tomsk, Penza e altre);
- Ucraina (Odessa, Mariupol', Dnipro, Sumy, Ivano-Frankivsk, Žytomyr, Černivci, Kremenčuk, Kramators'k, Sjevjerodonec'k, Rivne);
- Lettonia (Riga);
- Moldavia (Chișinău, Bălți, Tiraspol);
- Serbia (Belgrado);
- Bosnia ed Erzegovina (Sarajevo);
- Tajikistan (Dušanbe);
- Kyrgizstan (Biškek);
- Bulgaria (Vraca).

### I bus elettrici
- Bielorussia (Minsk - modelli E321 e E433);
- Russia (Samara - modello E420);
- Georgia (Batumi - modello E490).

### I tram
- Bielorussia (Minsk, Vicebsk, Novopolock),
- Russia (San Pietroburgo, Kazan', Novosibirsk),
- Kazakistan (Pavlodar).

Nell`anno 2020 Belkommunmaš ha vinto il tender per la fornitura di 20 filosnodati di ultima generazione BKM-433.030 a San Pietroburgo (Russia).
Fanno anche le forniture alla Ucraina:
- Mariupol' (72 filobus BKM-321 tra ne 15 modello IMC BKM-321.00D dotati di percorso autonomo di 15-20 km);
- Žytomyr (49 filobus BKM-321);
- Dnipro (12 filobus IMC BKM-321.00D con percorso autonomo di 15-20 km);
- Kremenčuk (8 filobus IMC BKM-321.00D con percorso autonomo di 15-20 km).

Nell`anno 2020 la BKM deve fornire anche 8 bus elettrici da 9 m di modello BKM-E490 alla città di Batumi, in Georgia.

## Prodotti
Si riportano alcuni modelli realizzati dalla BKM Holding (Belkommunmaš).

### Filobus

#### Attuali
Vengono costruite vetture semplici o snodate:
- BKM-321: filobus;
- BKM-32100D: filobus con percorso autonomo a batteria di 20 km (classifica anche come bus elettrico tipo IMC);
- BKM-333: filosnodato;
- BKM-420 Vitovt: filobus;
- BKM-433.030 Vitovt Max: filosnodato;
- BKM-433.00D Vitovt Max IMC: filosnodato con percorso autonomo a batteria di 15-20 km (classifica anche come autosnodato elettrico tipo IMC).

#### Storici
- AKCM-100: filobus;
- AKCM-101: filobus;
- AKCM-201: filobus;
- AKCM-213: filosnodato;
- AKCM-221: filobus (MAZ-103T).

### Bus elettrici
- BKM-E321: autobus elettrico urbano (OC);
- BKM-E420: autobus elettrico urbano e suburbano (OC, ONC);
- BKM-E433: autosnodato elettrico urbano (OC),
- BKM-E490: autobus elettrico (OC) da 9 metri di lunghezza.

### Tram

#### Attuali
Vengono prodotte vagoni del tram semplici o snodate:
- BKM-62103: tram;
- BKM-802: pianale ribassato tram semplice;
- BKM-843: pianale ribassato tram snodato;
- BKM-845: pianale ribassato tram snodato.

#### Storici
- AKCM-1М: tram;
- AKCM-60102: tram;
- AKCM-743: tram snodato.